# Paule Pauländer
Paule Pauländer ist ein 1975 entstandener, deutscher Fernsehfilm von Reinhard Hauff mit Laiendarstellern in den Hauptrollen.

## Handlung
Seit rund drei Jahrhunderten hausen die Pauländers auf ihrer eigenen Scholle; Kleinbauern, die Veränderungen nur marginal wahrnehmen und bei denen archaische Umgangs- und Erziehungsformen herrschen. Paule Pauländer ist gerade 15 Jahre jung und leidet unter seinem tyrannischen Vater. Der ist verschuldet, frustriert und gibt ebendiesen Frust an seinen Sohn weiter, treibt ihn zur Arbeit, prügelt und schikaniert Paule wie er nur kann. Paule hat einen älteren Bruder namens Heinrich, beider Mutter ist keine große Hilfe. Paule hat Angst vor dem gewalttätigen Vater und steht mit dieser Angst allein. Als Heinrich, mit dem er sich in seinem Leid wenigstens hin und wieder austauschen konnte, den elterlichen Hof verlässt und in die Stadt zieht, sieht sich Paule endgültig mit seinen Sorgen und Nöten allein.
Einen Schimmer von Glück und Hoffnung verheißt eines Tages die 17-jährige Elfi. Das hübsche Mädchen ist ein Heimkind aus der Großstadt und hat einen Job in der örtlichen Tankstelle gefunden, wo sie sich für ein Leben in der Gemeinschaft bewähren soll. Paule ist überrascht, dass sich Elfi gerade ihm zuwendet, nimmt ihre Zuneigung aber eher teilnahmslos hin wie er zuvor die ständigen Prügel des Vaters hingenommen hatte. Langsam baut Paule Vertrauen zu der jungen Frau auf, denn sie versteht ihn richtig zu handhaben und holt ihn aus seiner Tristesse, seiner Lethargie heraus. Elfi bedeutet Spaß und die Hoffnung auf ein besseres, weil anderes Leben. Als sie eines Tages Paule dabei hilft, den Motor eines Traktors zu entwenden, wird sie erwischt, lässt den Job an der Tankstelle sausen und taucht bei Paule auf dem Pauländer-Hof unter. Dies ist keine gute Idee, denn nun beginnt der Alte auch sie zu schikanieren.
Für Bauer Pauländer kommt die finanzielle Rettung in letzter Minute in Gestalt eines Vertrags über 200 Mastschweine, die er liefern soll. 200 Schweine bedeuten ein enormes Schlachtfest, und Elfi ist völlig schockiert darüber, dass sie mit Hand anlegen soll. Sie weiß jetzt, dass sie für das Landleben nicht geschaffen ist und rennt vom Pauländer-Hof fort. Paule hat Angst, Elfi wieder zu verlieren und lädt sie daher auf den nächsten Rummel ein. Um gegenüber seiner Freundin als spendabler Gönner dastehen zu können, lässt er sich vor Ort auf dem Jahrmarkt in einer Boxbude auf einen Boxkampf ein, bei dem man 200 DM gewinnen kann, sollte man seinen Gegner im Ring k.o. schlagen. Doch sein Gegenüber, der sich großkotzig der „Tiger von Berlin“ nennt, ist kräftiger und stärker gebaut, und eigentlich ist Paule nach nur kurzer Zeit fast k.o. Die am Seitenrand stehende Elfi feuert ihn aber derartig an, dass er noch einmal all seine Kraft bündelt und drei Boxhiebe so gut platzieren kann, dass diese seinen Gegner niederstrecken. So gewinnt Paule die für ihn beachtliche Geldsumme. Doch Elfi, die Ungetreue, zeigt sich als flatterhaftes Wesen. Ein Typ spricht sie auf dem Jahrmarkt an und verspricht ihr einen Job in einer Boutique in der Stadt. Sie steigt in dessen protziges Auto und saust auf Nimmerwiedersehen davon.
Paule ist total verzweifelt und versäuft mit einem Kumpel namens Charly die gewonnenen 200 Mark. Wieder daheim auf dem elterlichen Hof, findet Paule selbigen verrammelt vor. Aus dem Schweinestall bellen Schüsse ins Freie. Paule rennt dorthin und sieht seinen Vater mit einem Gewehr in der Hand. Neben ihm die verzweifelte Muter. Um die beiden herum eine Unmenge getöteter Schweine. Eine Seuche war ausgebrochen, und Pauländer senior sah sich gezwungen, alle Tiere zu keulen. Der Vater ist aufgebracht wie noch nie und will sich in seiner Verzweiflung ob des nunmehr sicheren finanziellen Ruins auf Paule stürzen, damit dieser alle Schweine beiseite schaffen möge. Zweimal treffen die Schläge Paule, dann wehrt sich der Junge erstmals und prügelt mit einer Schaufel auf den Vater ein, bis dieser regungslos liegen bleibt.

## Produktionsnotizen
Paule Pauländer entstand zwischen dem 18. August und dem 21. September 1975 im Landkreis Lüchow-Dannenberg. Der Film lief am 6. April 1976 im Abendprogramm der ARD und wurde im darauf folgenden Jahr auch ins Kino gebracht.
Barbara Grupp entwarf die Kostüme, Willi Kley sorgte für die Ausstattung.
Seine zwiespältigen Erfahrungen mit dem talentierten Laiendarsteller des Paule, Manfred Reiss, verarbeitete Hauff gleich anschließend, 1977, in dem Film Der Hauptdarsteller. 

## Wissenswertes
Zu seiner Intention schrieb Drehbuchautor Burkhard Driest:

„Meine erste Drehbuchfassung zeigte den Bauernjungen Paule als Opfer einer Familienlandwirtschaft, die sich der Revolutionierung der landwirtschaftlichen Produktionsverhältnisse entgegenstellt und daher von der Großindustrie total ausgehöhlt und aufgesogen wird. Während der Arbeit hatte ich das Interesse des Zuschauers an dem Stoff mit dem meinen verwechselt. Um wieder näher an die Figuren heranzukommen, zogen Hauff und ich für einige Zeit auf einen Bauernhof. Wir sprachen mit den Bauern, ich machte heimlich Tonbandaufnahmen, wir lebten mit ihnen. Entsprechend der Erkenntnis, dass das Eigentum des Kleinbauern nicht der Boden seiner Unabhängigkeit und seiner Freiheit ist, sondern der Stiefel der ihn niederdrückt, verlässt unser Held am Schluss des Films den Hof.“

## Kritiken
„Diese vielen kleinen, durch behutsame Abblenden aneinandergefügten Momentaufnahmen aus der dörflichen Provinz verbinden sich zu einem lakonischen und zugleich sehr sinnlichen Porträt: Der Menschen, des Dorfes, ihrer Beschädigungen und Unterdrückungen. Zugleich entsteht mit diesem aufgefächerten Porträt eines Gemeinwesens auch die Geschichte einer wachsenden Revolte, einer sprachlosen Solidarität, wenn auch „der Weg ins Freie“, auf den sich der fliehende Paule Pauländer begibt, nachdem er seinen Vater erschlagen hat, vorerst im Zuchthaus enden wird (…) Das gibt dem Film, vor allem in der Beziehung Vater-Sohn, seine große überzeugende Dichte – eine Qualität, die an Klaus Wildenhahns zweiteilige Dokumentation DIE LIEBE ZUM LAND erinnert wie auch an die Porträts von Jugendlichen in Peter Bogdanovichs THE LAST PICTURE-SHOW und Louis Malles LACOMBE LUCIEN.“

„Den Paule Pauländer spielt Manfred Reiß, scheu, gehemmt. aber nicht deppert. Richtiger: Reiß. 15, spielt ihn nicht, er ist Paule. Wochenlang hatte Regisseur Reinhard Hauff Tanzböden, Schulen und Fußballplätze im niedersächsischen Grenzkreis Lüchow-Dannenberg abgeklappert, um einen Heiden – "stark, nicht angepaßt, eigenwillig, schweigsam" – zu finden. Dann endlich entdeckte er ihn zufällig auf der Landstraße: einen barfüßigen Burschen mit Jeans und Bürstenhaar. Reiß wrackte auf dem elterlichen Schrottplatz, einst einem florierenden Gehöft, alte Autos ab, für zehn Mark die Woche als Hilfsarbeiter seines Stiefvaters. Den Stiefvater Manfred Gnoth – "dieselbe Frisur, noch stärker im Blick" (Hauff) – engagierte der Regisseur gleich mit, als knorrigen, mundfaulen, autoritären alten Pauländer. Die beiden lieferten, häufig vom Drehbuch abweichend, grandioses Laienspiel.  (…) Was unter Profis aus dem Effeff abgeschnurrt und leicht zum geleckten Heimatfilm verflacht wäre, knarrt jetzt fast unbeholfen: kein perfekter Dialog vom Schreibtisch, sondern ungeschlachte Wortwechsel für schwerfällige Zungen. Manfred Reiß hat seine Rolle kapiert und die Lehren aus dem Film gezogen: Am Ende der Dreharbeiten suchte er, wie Paule Pauländer, das befreiende Weite.“

„Die Geschichte eines jungen Bauernsohnes, der sich von Abhängigkeit und Unterdrückung befreit, indem er seinen despotischen Vater in Notwehr erschlägt. Ein in der Art des Bänkelgesangs kritischer Heimatfilm", der die Folgen falschen Bewußtseins und falscher Erziehung aufzeigen will, in einigen Szenen jedoch durch Überzeichnungen an Glaubwürdigkeit einbüßt.“